# Johannes Rothe
Johannes Rothé, ook Jan Rothe, de Rothe of Rode (Amsterdam, 2 december 1628 – aldaar, 18 maart 1702), Heer van Oud-Wulven en Wayen, was een profetisch prediker en Vijfde Monarchist.
Hij was een zoon uit een Amsterdams patriciërsfamilie. Zijn vader was Zacharias Rothe, koopman in suiker en bewindvoerder bij de VOC, en zijn moeder was Maria de Bas. Zijn moeder overleed in het kraambed bij zijn geboorte.Zijn vader liet hem - als voorbereiding op het koopmanschap - buitenlandse reizen maken. Hij maakte kennis met de piëtistische denkbeelden van onder anderen Ludwig Friedrich Gifftheil.
Wandelend in het Haagse Bosch in 1652 werd hij als profeet geroepen. "God kwam tot mij als in een zwaar tempeest"

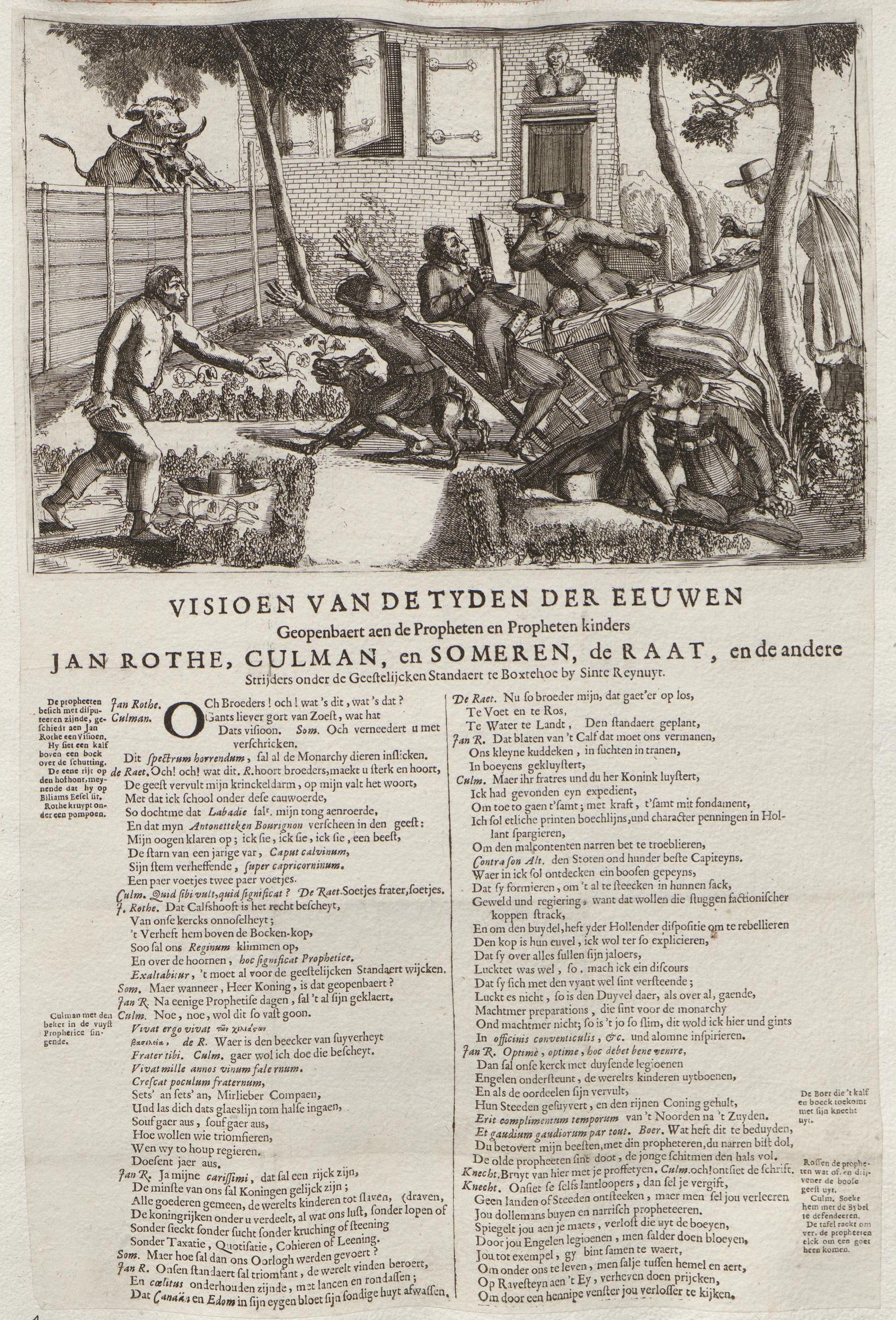
Een spotprent op de Chiliasten. Arolsen Klebeband 18 117

Daarna trok hij door het hele land als rondreizend boeteprediker tijdens de Eerste Engelse Zeeoorlog. Via preken en geschriften zocht hij ook contact met buitenlandse machthebbers. In 1654 werd hij in Engeland gevangengezet omdat zijn geschriften over een "Vijfde of Goddelijke Monarchie" door de puriteinen gezien werden als een pleidooi voor de terugkomst van Karel II. Na zijn vrijlating in 1658 reisde hij naar Denemarken en Pruisen. In 1660 reisde hij met de terugkerende koning naar Engeland. Mede hierom, en waarschijnlijk om de contacten met zijn Amsterdamse familie te verstevigen werd hij in de Engelse adelstand verheven.
In Londen trouwde hij Anna Hartlib, dochter van de "intelligencer" Samuel Hartlib. De dagboekschrijver Samuel Pepys schreef een verslag van de bruiloft. Die vond plaats in Goring House - voorloper van Buckingham Palace - hetgeen aangeeft dat "mr. Roder" bepaald in goeden doen was.
In zijn werk dreigde hij hooggeplaatste personen - met name de stadhouder - dat ze boete moesten doen en kondigde hij de "komst van Nebukadnezar" aan (de Franse Koning). Na vele catastrofen zouden Engeland en Nederland zich met alle vromen op aarde verenigen om het rijk van de boze te vernietigen, waarna het duizendjarig rijk zou aanbreken met Amsterdam als het nieuwe Jeruzalem.
In het "Rampjaar" 1672,kreeg Johannes plotseling een groot aantal volgelingen, omdat hij een aantal van de gebeurtenissen voorspeld leek te hebben, zoals de inval van de Fransen en de moord op Johan de Witt. Hij liet een standaard van witte zijde, palmhout en ivoor vervaardigen en benoemde 12 helden Gods om haar te beschermen. Onder leiding van Rothe trok het "volk van de standaard" in mrt. 1674 naar Buxtehude bij Hamburg om daar het duizendjarig rijk te stichten. Zijn toon werd steeds feller terwijl hij met zijn aanhangers door Noord-Europa trok om de "eindstrijd tegen Satan" te voeren. Toen die strijd uitbleef viel de aanhang snel uit elkaar.
Vanwege een geschrift tegen Willem III van Oranje werd hij in 1676 gearresteerd en opgesloten. Door bemoeienis van zijn familie kwam hij vrij.
Volgelingen van Rothe waren de Rotterdamse Everhard van Someren, die hem ook naar Duitsland volgde, Allard de Raedt, die ter wille van hem zijn professoraat te Harderwijk neerlegde en Quirinus Kuhlmann die, gegrepen door Rothes visioenen, de wereld introk als diens profeet om in Rusland de marteldood te sterven, terwijl ook Jan Amos Comenius en burgemeester Coenraad van Beuningen door zijn chiliasme moeten zijn beïnvloed.
Rothes chiliasme had een sociale inslag. In het Amsterdamse nieuwe Jeruzalem zouden geen „sware schattingen, lasten, cijnsen en onverdragelijke beswaringen meer worden opgelegd". De arbeid wordt verlicht en niemand heeft gebrek. De omwenteling zal zonder bloedvergieten geschieden, door het directe ingrijpen van God.

## Werk
- Eenige Schriften, tot dienst van alle Inwoonderen van het Triumphante Koninckrijck Jesu Christi. 1664
- Een nieuwe Hemel en Aerde. Amsterdam 1673
- Eenige Prophetien en revelatien Godts, aengaende de Christen Werelt in dese Eeuw. Amsterdam 1673
- Spiegel voor alle Menschen, besonderlijck voor de Leeraren, in dese Eeuw. Amsterdam 1673
- Het leger des Grooten Godts. Amsterdam 1673